# Kōki Tanaka
Kōki Tanaka (jap. 田中 功起, Tanaka Kōki; * 1975 in Tochigi, Präfektur Tochigi) ist ein japanischer Installations- und Videokünstler. Er lebt in Los Angeles und Kyoto.

## Leben
Tanaka studierte an der Akademie der bildenden Künste Wien, der Tōkyō Geijutsu Daigaku in Tokio und der Stiftung Sommerakademie im Zentrum Paul Klee in Bern.
Bekannt wurde er durch Installationen und Aktionen, bei denen er Alltagsgegenstände und vor Ort gefundenes Material einsetzt. Das Video Everything is Everything zeigt über Minuten, wie Tanaka handelsübliche Alltagsgegenstände, Matratzen, Eimer, Kisten, Leitern, Besen, Schaufeln, Becher oder Schirme mit spielerischer Fingerfertigkeit umkippt, wirft, zerdrückt, öffnet und schließt. Ein wichtiger Bestandteil seiner Arbeit sind Projekte, bei denen er Akteure oder Ausstellungsbesucher mit einbezieht.
Seine Installationen und Performances drehen sich um soziale Beziehungen, bei denen es um den Prozess, darum, wie alle Beteiligten in einer Situation mit offenem Ende zusammenarbeiten, geht. Einzelarbeit wird in Tanakas Aktionen zur Gruppenarbeit. Sowohl ein angenehmes Arbeitsklima, als auch persönliche Streitigkeiten bis zum Scheitern der Zusammenarbeit finden statt.
Eine Serie von Videos zeigt Personen, die gemeinsam die gleiche Tätigkeit ausführen:
- 2010: A haircut by Nine Hairdressers at once (Second Attempt), das von neun Friseuren handelt, die einer Frau gemeinsam einen neuen Haarschnitt kreieren.
- 2012: A Piano Played by Five Pianists at Once (First Attempt), fünf Pianisten spielen und komponieren zusammen auf einem Klavier ein Stück.
- 2013: A Pottery Produced by 5 Potters at Once (Silent Attempt), fünf professionelle Töpfer sollten gemeinsam ein Gefäß herstellen
- 2013: A Poem Written by 5 Poets at Once (First Attempt) zeigt fünf Dichter, die zusammen ein Gedicht schreiben.[6]

2013 bespielte Tanaka auf der 55. Biennale di Venezia den japanischen Pavillon. Er wurde 2015 von der Deutschen Bank zum Künstler des Jahres ausgerufen. Die Einzelausstellung A vulnerable narrator/Verletzliche Erzähler fand in der Deutsche Bank KunstHalle, Berlin, statt.
Die Frage, wie Menschen unterschiedlicher Herkunft miteinander leben können, ist der zentrale Ausgangspunkt des Projektes von Kōki Tanaka Provisional Studies: Workshop #7 How to Live Together and Sharing the Unknown, der 2017 Teilnehmer der Skulptur.Projekte in Münster (Westfalen) war.